# Гибель Майкла Брауна

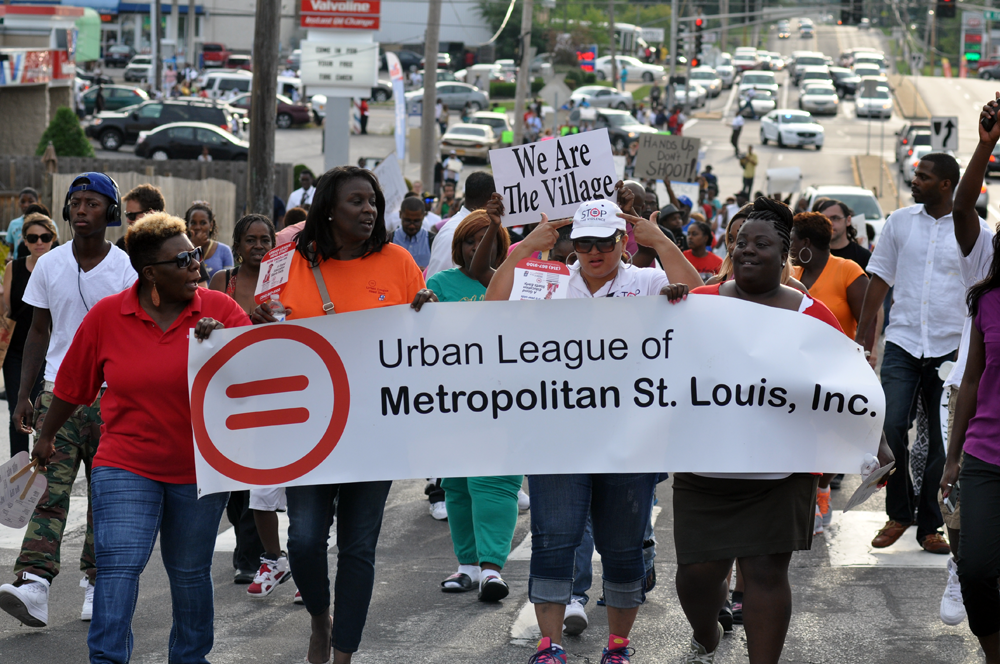
Акция протеста в Фергусоне. 15 августа 2014

9 августа 2014 года в городке Фергусон (штат Миссури, США) 18-летний чернокожий Майкл Браун погиб после того, как в него несколько раз выстрелил полицейский Даррен Уилсон. До этого у Брауна не было судимостей или задержаний полицией. Согласно источнику в полиции города, Браун подозревался в ограблении, совершённом за несколько минут до инцидента, хотя первоначальный контакт между ним и Уилсоном не был связан с этим ограблением. Уилсон служил четыре года в Департаменте полиции Фергусона, два года в другом отделе местной полиции, дисциплинарных взысканий не имеет.
Инцидент вызвал острую реакцию в пригороде Сент-Луиса и на национальном уровне, в виде мирных демонстраций, протестов, насилия, грабежей, актов вандализма и других форм социальных волнений, а также призывы к проведению открытого расследования. Инцидент широко освещается американскими и международными СМИ.
Президент США Барак Обама выступил с заявлением, выразив соболезнования семье Брауна, и обратился к Министерству юстиции США с просьбой провести расследование.

## Ход событий

### Обстоятельства произошедшего
9 августа сотрудник полиции Даррен Уилсон застрелил 18-летнего чернокожего Майкла Брауна при попытке задержания. Очевидица сказала, что видела, как между Уилсоном и Брауном произошёл спор. По версии полиции Браун напал на полицейского. На местную радиостанцию Фергусона позвонила женщина и представилась как подруга Даррена Уилсона, Джози. Она рассказала версию, которая совпадает с версией полиции, ссылаясь на жену полицейского. По этой версии двое мужчин, которые шли по улице, отказались выполнить приказ полицейского остановиться, а когда Уилсон попытался выйти из машины, Браун ударил его по лицу и попытался отобрать пистолет:
В какой-то момент оказалось, что пистолет направлен в бедро полицейского, Дарен попытался отвести в сторону оружие, и тут оно выстреливает. Майкл и его друг убегают, Дарен, следуя протоколу, стал их преследовать. Закричал «замри», а Майкл и его друг обернулись и стали провоцировать полицейского, мол, и что ты сейчас с нами сделаешь, ты же не застрелишь нас. Майкл резко приблизился к полицейскому, тот стал стрелять. Майкл не останавливался, и полицейский решил, что Майкл что-то замышляет. Тут Дарен сделал финальный выстрел в лоб и, наконец, Майкл упал на расстоянии примерно полуметра или метра от полицейского. Вот почему все говорят о том, что подросток был практически расстрелян. Некоторые свидетели видели выстрел в голову.

### Расследование местной полиции
10 августа начальник департамента полиции округа Сент-Луис объявил, что его ведомство будет отвечать за расследование дела, так как был получен соответствующий запрос от начальника полиции Фергусона. Департамент полиции Фергусона первоначально отказывался называть имя стрелявшего офицера, ссылаясь на своё беспокойство за безопасность полицейского.
20 августа большое жюри (особая коллегия присяжных, решающая вопрос о предании обвиняемого суду) начало слушание дела.
Предварительные результаты экспертизы показали, что на теле Брауна не было обнаружено следов пороха. Это говорит о том, что в него стреляли не с близкого расстояния. Расположение пулевых отверстий свидетельствует о том, что Браун и Уилсон были обращены лицом друг к другу. Это опровергает показания некоторых свидетелей о том, что Уилсон стрелял в спину Брауну.
24 ноября 2014 года большое жюри, проведя 25 заседаний, приняло решение не предавать Уилсона уголовному суду, признав тем самым отсутствие необходимых для этого доказательств. Федеральное расследование идёт независимо и будет продолжено и после решения большого жюри.

### Федеральное расследование
11 августа Федеральное бюро расследований (ФБР) начало параллельное федеральное расследование инцидента, а генеральный прокурор США Эрик Холдер поручил сотрудникам министерства юстиции следить за развитием событий. Согласно пресс-секретарю Сент-Луисского местного отделения ФБР, протесты и беспорядки не сыграли никакой роли в принятии решения начать федеральное расследование. 17 августа генеральный прокурор Холдер поручил провести дополнительное вскрытие тела Брауна федеральным медицинским экспертам. Глава пресс-службы Министерства юстиции сослался на «чрезвычайные обстоятельства, присутствующие в данном случае», и на просьбу семьи Брауна о повторном вскрытии.

### Реакция

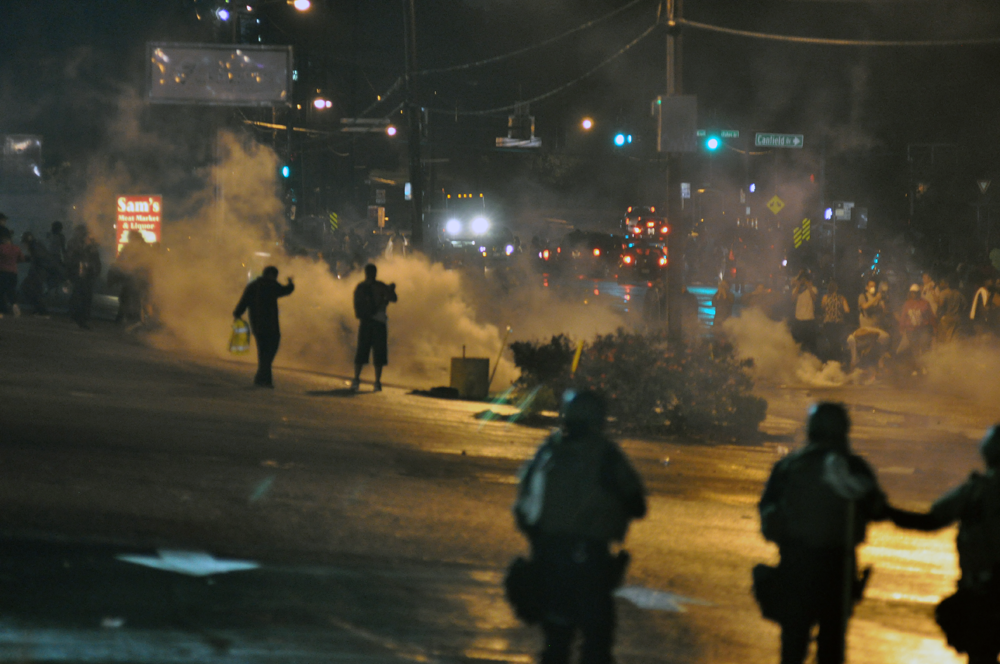
Полиция использует слезоточивый газ при разгоне демонстрантов, 17 августа 2014 года

После убийства в городе Фергусон начались беспорядки. Полиция применила резиновые пули и слезоточивый газ. В городе был введён режим чрезвычайной ситуации и комендантский час. В ночь на 18 августа (понедельник) губернатор штата Миссури Джей Никсон подписал указ о размещении в городе национальной гвардии:

Чтобы защитить людей и их имущество, я объявляю в Фергусоне чрезвычайное положение и ввожу комендантский час. Не для того, чтобы заставить вас замолчать, а для того, чтобы сдержать тех, чьи действия мешают услышать ваши голоса, мы не позволим кучке погромщиков подвергать вас опасности.
Введён запрет на полёты на высоте ниже 900 метров после того, как протестующие открыли огонь по полицейскому вертолёту. 19 августа в городе был отменён комендантский час, но после этого волнения не утихли. В ходе беспорядков было задержано 30 человек. Полицейские применили против толпы светошумовые гранаты и слезоточивый газ, демонстранты ответили коктейлями Молотова и огнестрельным оружием. 20 августа в Фергусоне полицейскими был застрелен ещё один чернокожий. В эту ночь после беспорядков задержали 50 человек. 21 августа губернатор штата распорядился вывести национальную гвардию из города:
Поскольку мы продолжаем видеть улучшение ситуации, я приказал национальной гвардии начать планомерный вывод из Фергусона.
В эту ночь на акции протеста, которая в целом прошла мирно, задержали всего 6 участников.

### Похороны
Похороны Майкла Брауна состоялись 25 августа, спустя шестнадцать дней после его гибели. На церемонию прощания прибыли три представителя Белого дома. Похороны полностью оплачены правозащитниками, на поминальную службу и расходы, связанные с расследованием случившегося, семья Майкла Брауна собрала более 200 тысяч долларов в виде пожертвований. В июне 2017 года семья погибшего достигла внесудебного соглашения с властями города о выплате компенсации в размере 1,5 миллионов долларов.

## Последствия
20 декабря 28-летний афроамериканец, Исмаил Бринсли застрелил в упор двух полицейских в районе Бруклина — Бедфорд — Стайвесант. За три часа до совершения убийства Бринсли опубликовал в Твиттере пост, озаглавленный «Сегодня я приделаю свиньям крылья» (англ. I'm putting wings on pigs today; «свиньи» — жаргонное оскорбительное обозначение полицейских) с фотографией части пистолета. В качестве мотива Бринсли указал месть за смерти Эрика Гарнера и Майкла Брауна. В другом посте, сделанном через несколько минут, Бринсли сфотографировал свои ноги, одетые в камуфляжные штаны и кроссовки, которые были на нём в момент совершения убийства. После расстрела полицейских Бринсли попытался сбежать с места преступления, но был заблокирован другими полицейскими на станции метро и покончил жизнь самоубийством.